# Antanas Bagdonavičius
Antanas Bagdonavičius   (Bobėnai, 15 de juny de 1938 - Vílnius, 9 de març de 2024) va ser un remer lituà que va competir sota bandera de la Unió Soviètica durant la dècada del 1960.
El 1960 va prendre part en els Jocs Olímpics d'Estiu de Roma, on guanyà la medalla de plata en la prova del dos amb timoner del programa de rem. Formà equip amb Zigmas Jukna i Igor Rudakov. Quatre anys més tard, als Jocs de Tòquio, fou cinquè en la prova del vuit amb timoner. El 1968, a Ciutat de Mèxic, disputà els seus tercers i darrers Jocs Olímpics. En ells guanyà la medalla de bronze en la prova del vuit amb timoner.
En el seu palmarès també destaquen dues medalles de plata al Campionat del Món de rem, el 1962 en el vuit amb timoner i el 1966 en el quatre sense timoner; així com cinc medalles al Campionat d'Europa de rem, tres d'or i dues de plata, entre el 1961 i el 1967. A nivell soviètic aconseguí deu campionats nacionals.
El 1963 es va graduar al Departament de Física de la Universitat Estatal de Vílnius. Es va retirar a finals de la dècada de 1960, i des de 1970 va treballar com a entrenador de rem, àrbitre i funcionari a Vílnius. Va destacar pel seu comportament tranquil en qualsevol situació estressant.

## Publicacions
- A. Bagdonavičius (1974) Žvilgsnis nuo kranto (en lituà). Gera.
- A. Bagdonavičius (1983) Взгляд с берега Arxivat 2018-10-05 a Wayback Machine. (en rus). Fizkultura i Sport, Moscow.
- A. Bagdonavičius (2008) Charta Solemnis. Pro Meritis Olimpicis (en lituà).
- A. Bagdonavičius (2013) Olimpiniai žiedai (en lituà).